# Chris Brown (album)
Chris Brown este primul material discografic de studio al artistului cu același nume. Albumul a debutat direct pe locul 2 în clasamentul Billboard 200 din SUA, cu vânzări de peste 155.000 de exemplare în prima săptămână.
Primul single, „Run It!”, a atins poziția maximă, unde a staționat timp de cinci săptămâni, devenind primul single ce se clasează pe locul 1 al artistului în acest clasament. Cântecul s-a clasat pe locul 1 și în Australia și Noua Zeelandă și a obținut poziții de top 10 în Europa. Al doilea single al albumului, „Yo (Excuse Me Miss)”, a debutat pe locul 89 în clasamentul din SUA, Billboard Hot 100, urcând în a opta săptămână în top 10 și atingând poziția cu numărul 7.
Alte două cântece lansate pe material, „Gimme That” și „Say Goodbye”, au atins poziții de top 20 în Billboard Hot 100. De asemenea, ambele cântece au obținut clasări de top 5 în Billboard Hot R&B/Hip-Hop Songs, cel din urmă ocupând chiar locul 1. Ultimul single, „Poppin'”, a atins poziția cu numărul 42 în Billboard Hot 100. Pe data de 13 iunie 2006, acesta a lansat un DVD, care include o călătorie a artistului în Anglia și Japonia și scene de la filmările videoclipurilor.
Pe data de 17 august 2006, a luat parte la turneul The Up Close and Personal Tour, pentru a promova albumul Chris Brown. Din cauza turneului, conceperea celui de-al doilea material discografic de studio a fost amânată. Interpretul a luat parte și la turneul cântăreței americane, Beyoncé Knowles, pe partea ce cuprindea Australia, în turneul ei, The Beyonce Experience.

## Ordinea pieselor pe disc
1. „Intro” – 0:56
2. „Run It!” – 3:49
3. „Yo (Excuse Me Miss)” – 3:49
4. „Young Love” – 3:38
5. „Gimme That” – 3:06
6. „Ya Man Ain't Me” – 3:34
7. „Winner” – 4:04
8. „Ain't No Way (You Won't Love Me)” – 3:23
9. „What's My Name” – 3:52
10. „Is This Love” – 3:17
11. „Poppin'” – 4:25
12. „Just Fine” – 3:52
13. „Say Goodbye” – 4:49
14. „Run It!” [remix] – 4:04
15. „Thank You” – 4:26